# Megachile bruneri
Megachile bruneri är en biart som beskrevs av Mitchell 1934. Megachile bruneri ingår i släktet tapetserarbin, och familjen buksamlarbin. Inga underarter finns listade i Catalogue of Life.